# Im-bolygó
Az Im-bolygó az Üzenet a jövőből – A Mézga család különös kalandjai című magyar rajzfilmsorozat hatodik része, a sorozat epizódjaként a Mézga család hatodik része. Ebben az epizódban a család bolygóközi utazásra indul, így a cselekményt tekintve hasonlóságot mutat a későbbi "Mézga Aladár különös kalandjai" című sorozattal.

## Cselekmény
Máris szomszéd becsenget Mézgáékhoz, hogy visszakérje franciaszótárát, mert Párizsba indul. Paula ezt hallva elkezd panaszkodni Gézának, hogy ő is mennyire szeretne távoli tájakat és idegen országokat látni. Hogy teljesítse felesége kívánságát, Géza MZ/X segítségét kéri, amíg Paula és Kriszta moziba mennek. MZ/X azonban beteg, amin Géza egy huszadik századi orvossággal, pálinkával segít. A magát máris jobban érző MZ/X küld nekik egy szifont, amelynek megfújásával buborék képződik körülöttük, mely felrepíti őket egy űrhajóra.
Paula és Kriszta hazaérkeznek, mert nem kaptak jegyet egy előadásra sem. Géza eddigre bepakolja a bőröndöket és elindítja a családot. Miközben az utcán átmennek egy piroson, megállítja őket a rendőr. Miközben meg akarja őket büntetni, Aladár megnyomja a gombot a szifonon, a buborék pedig felrepíti mindannyiukat az űrhajóba. Odafent Géza megkísérli felvenni a kapcsolatot MZ/X-szel, aki azonban a pálinka hatására lerészegedik, majd elalszik. Előtte azonban félreérti Géza utasítását: a "valódi kisüsti" kifejezésre azt hiszi, hogy "vadul lódíts kisebb üstökös irányába". Az űrhajó meglódul, Aladár segítségével pedig kénytelenek kényszerleszállni egy közeli égitesten. Miközben a család kiszáll és nekiállnak piknikezni, Aladár egy halálfejes figyelmeztetést olvas le a kijelzőről. Mikor a teáskanna is elolvad a bolygó vízében, Géza is úgy véli, hogy érdemes lenne elmenniük mihamarabb, de Paula addig nem akar, amíg be nem fejezi az étkezést. Hamarosan idegen lények támadnak rájuk, és az utolsó pillanatban tudnak csak visszahúzódni az űrhajóba. Maffia azonban kinnmarad, ezért Aladárra vár a feladat, hogy visszamenjen és megmentse őt.
Miután végre megmenekülnek, hazaindulnak és leszállnak a Földön, de szemlátomást idegen környezetbe érkeznek. Hirtelen meglátják a megöregedett Máris szomszédot, és ekkor derül ki számukra, hogy űrbeli kalandozásuk során a Földön ötven év telt el, és ők most 2020-ban vannak.

## Alkotók
- Rendezte: Nepp József
- Írta: Nepp József, Romhányi József
- Zenéjét szerezte: Deák Tamás
- Operatőr: Bacsó Zoltán
- Hangmérnök: Horváth Domonkos
- Vágó: Czipauer János
- Tervezte: Ternovszky Béla
- Háttér: Szoboszlay Péter
- Rajzolták: Szórády Csaba, Zsilli Mária
- Animációs munkatárs: Gémes József
- Munkatársak: Ács Karola, Csonkaréti Károly, Hódy Béláné, Kiss Lajos, Kökény Anikó, Lőrincz Árpád, Paál Klára, Stadler János, Szabó Judit, Szántai Lajosné, Tormási Gizella, Zoltán Annamária
- Színes technika: Boros Magda, Dobrányi Géza, Fülöp Géza, Kun Irén
- Tanácsadók: Gáll István, Székely Sándorné
- Gyártásvezető: Kunz Román

Készítette a Magyar Televízió megbízásából a Pannónia Filmstúdió

## Szereplők
- Mézga Géza: Harkányi Endre
- Mézgáné Rezovits Paula: Győri Ilona
- Mézga Kriszta: Földessy Margit
- Mézga Aladár: Némethy Attila
- Dr. Máris Ottokár: Tomanek Nándor
- MZ/X: Somogyvári Rudolf
- Rendőr a kereszteződésnél: Surányi Imre